# Sydafrikas Grand Prix 1979
Sydafrikas Grand Prix 1979 var det tredje av 15 lopp ingående i formel 1-VM 1979.  

## Rapport
Jody Scheckter och Gilles Villeneuve startade här med Ferraris nya 312T4 vilken framgent skulle visa sig vara en vinnarbil. Pole position tog dock Jean-Pierre Jabouille i en turboladdad Renault medan de båda Ferrariförarna startade från andra respektive tredje startrutan.
Jabouille ledde loppet när det stoppades efter två varv på grund av ett skyfall. Vid omstarten var banan fortfarande våt varför Villeneuve behöll sina regndäck medan Scheckter chansade och startade med torrdäck. Banan torkade upp mer och mer och Scheckter tog ledningen medan Villeneuve fick gå in i depå för att byta till nya däck. Jabouille fick bryta loppet på grund av motorproblem. Scheckter gjorde senare ett misstag och blev omkörd av sin stallkamrat. Villeneuve vann loppet drygt tre sekunder för Scheckter och drygt 22 sekunder före Jean-Pierre Jarier i Tyrrell. Hur som helst blev det en dubbelseger för Ferrari.

## Resultat
1. Gilles Villeneuve, Ferrari, 9 poäng
2. Jody Scheckter, Ferrari, 6
3. Jean-Pierre Jarier, Tyrrell-Ford, 4
4. Mario Andretti, Lotus-Ford, 3
5. Carlos Reutemann, Lotus-Ford, 2
6. Niki Lauda, Brabham-Alfa Romeo, 1
7. Nelson Piquet, Brabham-Alfa Romeo
8. James Hunt, Wolf-Ford
9. Clay Regazzoni, Williams-Ford
10. Patrick Tambay, McLaren-Ford
11. Riccardo Patrese, Arrows-Ford
12. Jochen Mass, Arrows-Ford
13. Emerson Fittipaldi, Fittipaldi-Ford

### Förare som bröt loppet
- Hector Rebaque, Rebaque (Lotus-Ford) (varv 71, motor)
- René Arnoux, Renault (67, däck)
- Alan Jones, Williams-Ford (63, upphängning)
- John Watson, McLaren-Ford (61, tändning)
- Hans-Joachim Stuck, ATS-Ford (57, olycka)
- Jean-Pierre Jabouille, Renault (47, motor)
- Jacques Laffite, Ligier-Ford (45, olycka)
- Didier Pironi, Tyrrell-Ford (25, gasspjäll)
- Elio de Angelis, Shadow-Ford (16, olycka)
- Patrick Depailler, Ligier-Ford (4, olycka)
- Jan Lammers, Shadow-Ford (2, olycka)

### Förare som ej kvalificerade sig
- Derek Daly, Ensign-Ford
- Arturo Merzario, Merzario-Ford